# Pierre Bach
Pierre-Antoine-Jean Bach MEP (ur. 29 lipca 1932 w Commercy, zm. 26 czerwca 2020 w Bangkoku) – francuski duchowny rzymskokatolicki posługujący w Laosie, w latach 1971–1975 wikariusz apostolski Savannakhet.

## Życiorys
Święcenia kapłańskie przyjął 27 grudnia 1959 w Towarzystwie Misji Zagranicznych. 28 czerwca 1971 został prekonizowany wikariuszem apostolskim Savanakhet ze stolicą tytularną Tituli in Proconsulari. Sakrę biskupią otrzymał 10 października 1971. 10 listopada 1975 zrezygnował z urzędu. Zmarł 26 czerwca 2020 w szpitalu w Bangkoku.